# Klassiska föreningen vid Stockholms universitet
Klassiska föreningen vid Stockholms universitet är en svensk studentförening. Föreningens syfte är att främja intresset för de klassiska språken latin och grekiska, antikens kultur och samhällsliv, samt angränsande discipliner. Klassiska föreningen anordnar föredrag och andra evenemang med koppling till klassiska språk, antiken och medeltiden, samt delar ut stipendier till studenter i latin, grekiska och antikens kultur och samhällsliv. Klassiska föreningen är en kårförening under Stockholms universitets studentkår.

## Historia
Klassiska föreningen vid Stockholms högskola bildades som en ämnesförening för studenter i klassiska språk samt klassisk fornkunskap och antikens historia 1934. Det nuvarande namnet antogs då Stockholms högskola blev Stockholms universitet 1960. Klassiska föreningen är därmed den äldsta ämnesföreningen vid universitetets humanistiska fakultet som ännu är aktiv. Bland initiativtagarna 1934 fanns de studerande Harry Erkell, Axel Friberg, Olof Vessberg och Carl Ivar Ståhle. Erkell blev föreningens första ordförande. 
Under 1930-talet etablerades nära band mellan Klassiska föreningen och fakultetsföreningen Humanistiska föreningen vid Stockholms universitet. Klassiska föreningen erhöll därefter praktiskt och ekonomiskt stöd av Humanistiska föreningen fram till kårobligatoriets avskaffande 2010. Under många år hade Klassiska föreningen även samarbeten med Stockholms humanistiska förbund och Svenska Klassikerförbundet.
I samband med 1900-talets stora utbildningsreformer, vilka ledde till förändrade förutsättningar för de klassiska språkens ställning, engagerade sig Klassiska föreningen för att främja intresset för latin som ett talat språk. Mellan 1955 och 1962 uppförde Klassiska föreningen tre komedier av Plautus på latin. Vid föreningens femtioårsjubileum 1984 gavs en av Plautus komedier, Mostellaria, på nytt. 1967 instiftades en författarpristävling för att uppmuntra till kreativt skrivande på latin och grekiska. Latinisten Dag Norberg, som 1966–1974 var Stockholms universitets rektor, donerade året därpå intäkterna från sin bok Med lärde på latin till föreningen. Norberg utsågs samtidigt till hedersmedlem.
Klassiska föreningen utgav 2004–2006 Klassiska föreningens tidskrift. Ett utskott i form av Klassiska föreningens bokklubb bildades 2018. I samband med föreningens nittioårsjubileum 2024 publicerades en bok om föreningens historia med texter av tidigare styrelseledamöter, såsom Tore Janson, Eva Odelman och Claes Gejrot. Föreningen tilldelades även en fana av Stockholms läns landshövding.